# Matt Berry
Matthew Charles "Matt" Berry, född 2 maj 1974 i Bromham, är en brittisk komiker, skådespelare, musiker och författare.

## Filmografi (i urval)
- 2006–2013 – IT-supporten (TV-serie)
- 2007 – The Devil's Chair
- 2009 – Moon
- 2011 – En dag
- 2013 – Svengali
- 2015 – Svampbob Fyrkant: Äventyr på torra land (röst)
- 2018 – Christoffer Robin & Nalle Puh
- 2019–2024 – What We Do in the Shadows (TV-serie)
- 2020 – SvampBob: Svamp på rymmen (röst)
- 2024 – Den vilda roboten (röst)
- 2025 – A Minecraft Movie (röst)[3]
- 2026 – Katten i hatten (röst)